# Ондан
Ондан-султан (1555-1585) — старший сын казахского правителя Шигай-хана и Байым Ханым, после отречения от трона которого был основным кандидатом на престолонаследие. За личное мужество и отвагу получил прозвище Длиннострелый (Ұзын жебе).
Погиб в походе против ойратов, после победы над которыми планировалось сделать его ханом Казахского ханства. Отец Ураз-Мухаммеда.

## Биография
Ондан султан — сын казахского хана Шигая и Байым-бигим Ханым, а также брат казахских ханов Тауекеля и Есима. Ондан был очень храбрым, сильным и талантливым воином, а также очень метким стрелком, за что получил прозвище «Длиннострелый».
В некоторых источниках, Ондан султан, отмечен как «ногайский царь». Скорее из-за его даты рождения - ок. 1555г., эпизод в жизни султана приходился не ранее, чем на рубеж 1560-1570-х гг.

## Семья
Ондан имел много жен и наложниц, взятых им как со стороны из разных мест а так же из своих. Наиболее известны две главные его жены: Алтын Ханым, дочь Булат-султана, сына Узек-султана, сына Жанибек-хана, и Чуйум Ханым, дочь Кимсин-султана, сына Бурундук-хана. От первой из них у Ондана было двое детей: сын Ураз-Мухаммед и дочь Татлы Ханым, от второй сыновья Кошек султан (предок Барак султана) и Абулай султан.